# 이영권 (정치인)
이영권(李永權, 1936년 6월 3일~2024년 11월 25일)은 대한민국의 정치인이다. 제12·13·14대 국회의원을 지냈다. 본관은 인천(仁川)이고, 출생지는 장흥군 용산면 어산리 어서마을이다.

## 학력
- 용산초등학교 졸업
- 장흥중학교 졸업
- 목포공업고등학교 졸업
- 조선대학교 법학과 졸업

## 경력
- 민권당 대변인
- 민주화 추진협의회 상임 운영위원
- 평화민주당 부대변인
- 평화민주당 정책위부의장 당무의원
- 민주당 당무위원
- 민주당 전남도 지부장
- 민주당 지방자치 특별위원회 위원장
- 국회정치관계법, 헌법개정 특별위원회 위원
- 국회 환경보전특별위원
- 국회 통일정책특별위원
- 한국·과테말라 의원 친선협회 회장
- 국회교육위원회 위원장
- 21세기 한민족 포럼 대표
- 조선대학교 명예 법학박사
- 조선대학교 총동창회장
- 한양대학교 행정대학원 객원교수
- 경기대학교 경영대학원 대우교수
- 전남도립 남도대학 초대학장
- 동남보건대학 학장
- 대한민국헌정회 이사
- 대한민국헌정회 전라남도 시도지회장

## 역대 선거 결과
|  | 13.51% |

|  | 23.63% |

|  | 71.77% |

|  | 37.97% |

## 가족 관계
- 아버지: 이유섭(李有燮, 1904년~1968년)
- 어머니: 정진수(丁璡壽, 생몰 미상)
- 배우자: 오금련(1938년~)
  - 아들: 이우진
    - 며느리: 강나리
      - 손자: 이승철